# マラウィ (ラナオ・デル・スル州)
マラウィ市、正式名称マラウィ・イスラム市（The Islamic City of Marawi）は、フィリピン・ミンダナオ島の西部南ラナオ州の州都。農業と農産物の出荷が主な産業で、ムスリムのマラナオ人が多く、マラナオ語が通用している。ミンダナオ島最大の湖ラナオ湖の北岸に位置し、アグス川がここから流れ出ており、市街地は川の西岸にある。面積は22.60平方km、人口は131,090人で世帯数は20,375（2000年国勢調査）。96のバランガイからなる。

## 歴史

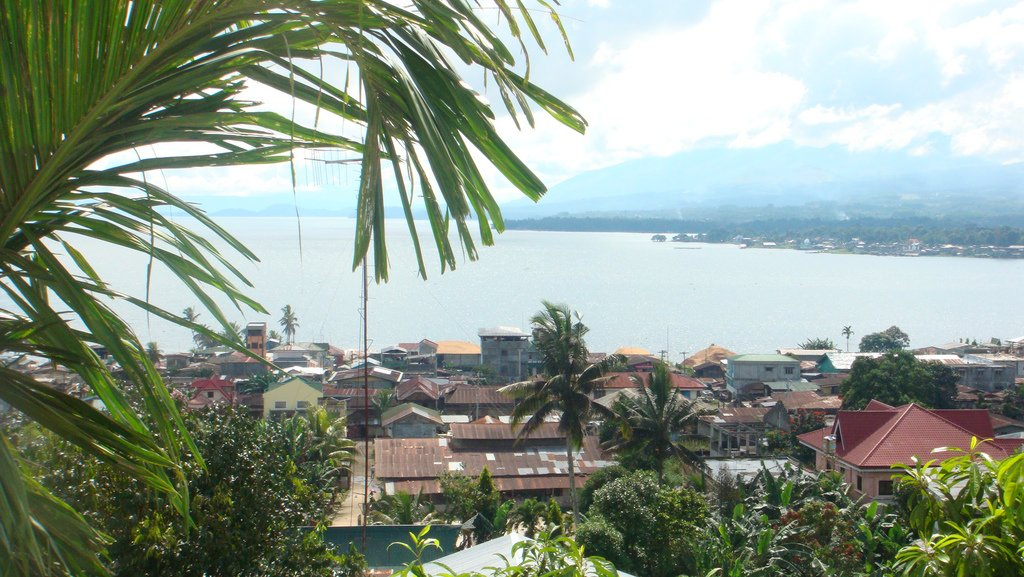
マラウィ市から望むラナオ湖

マラウィという市名は、地元のマラナオ語で「もたれる」を意味する "rawi" から来ており、ラナオ湖からのアグス川の流出口付近で北になびいているユリの花にちなんでいる。
マラウィは以前はダンサラン町 (Dansalan) の一部であった。スペイン人植民者がラナオ周辺を1689年に探検した際、巨大な湖を発見し、そこから北へ流れ出る川の出口にダンサランという大きな町があるという記録を残している。このダンサランはアメリカ統治下の1907年にモロ州の町となった。1940年、フィリピン・コモンウェルス政府はダンサランを市 (chartered city) とすることを議決したが、市の発足は1950年であった。1956年、ダンサラン市はマラウィ市に改名し、さらに1980年、イスラム教徒が9割を占めるマラウィ市は公式名称をマラウィ・イスラム市に変更した。ラナオ・デル・スル州の州都として、マラウィは州の商業、教育、文化、宗教、政治の中心となっている。
2017年、ISILに賛同するイスラム系武装組織アブ・サヤフが台頭。同年5月23日には軍治安部隊と衝突し戦闘が発生している。軍は、武装組織が立てこもる住宅地域に向け、攻撃ヘリコプターによるロケット弾攻撃を実施した。武装組織側の戦闘員は数百人の規模であり、住民を人間の盾として市内を占拠し続けた。6月9日の戦闘ではフィリピン軍海兵隊員13人が死亡、40人以上が負傷している。また、同日、在フィリピン・アメリカ大使館は、フィリピン政府の要請により、アメリカの特殊部隊がフィリピン軍を支援していることを表明した。

## 地理
マラウィ市はラナオ・デル・スル州の自治体に囲まれている。北はカパイ (Kapai) とサグイアラン (Saguiaran) に、東はブボン (Bubong) とディツァアン・ラマイン (Ditsaan Ramain) に、西はマランタオ (Marantao) とサウイアラン (Sauiaran) に接し、南はラナオ湖が広がっている。
起伏のある丘と谷、穏やかな湖と流れ出るアグス川がマラウィの景観の特徴である。標高が高いため、熱帯にしては気温は涼しく快適で、年を通して降水量はほぼ変わらない。

## 社会
マラウィ市の市民のほとんどはムスリムである。マラナオ語がこの地域の主な言語でムスリム・クリスチャンの別なく使われているが、アラビア語の教育も広く行われているため、多くの市民がアラビア語の読み書きができる。また、ほとんどの学校では授業に英語を使用している。
市の産業はコメ、コーンミール、穴あきブロック (hollow-block) 製造、金細工、製材などが主産業である。またさまざまな織物や木工品の制作、錫細工や鍛冶を行う小工場があちこちにある。
市の祭典の多くはイスラム教にからんだものである。預言者ムハンマドの生誕を祝う預言者生誕祭、ラマダーンは市民の多くが楽しみにしている。ラマダーンでは食材だけでなく新しい食器が用意され、最初の夜には真新しい食器に盛られた特別な料理が振舞われる。他にも、Morod A Miskin と呼ばれる、貧しい人々に食事を振舞う祭典、Morod A Lomalayag と呼ばれる、旅から無事帰ってきた人々や船乗りが旅の成功と安全を感謝して行う祝典がある。また結婚式も派手で、特にダトゥと呼ばれる地元の古くからの首長の一族の結婚式は華やかで期間も長く、戴冠式なども同時に行われる。
この地方には多くの民族舞踊がある。キニ＝キニ (Kini-kini) というマラナオの女性の特別な歩き方は、ダンスにも取り上げられる。また二本の竹の棒をたたく伴奏とともに行われるスィンキル（シンキル、Singkil）はマラナオを代表するダンスである。王妃の姿をした女性が足元で打ち鳴らされる竹をまたぎながら踊る優雅なダンスである。

## 治安
マラウィ市は治安が極めて不安定である。主な事件は以下の通り。
●2017年、ISILに賛同するイスラム系武装組織アブ・サヤフが台頭。同年5月23日には軍治安部隊と衝突し戦闘が発生していた。【上記「歴史」を参照】
●2023年12月3日、マラウィ市のミンダナオ国立大学マラウィ校において、体育館でカトリックのミサが執り行われている際に爆発が発生し、現地報道によれば、11人が死亡、40人以上が負傷した。

## 交通
マラウィ市への交通は、マニラからだとカガヤン・デ・オロ行きの飛行機か、カガヤン・デ・オロまたはイリガン行きのフェリーに乗り、そこから4人から6人のタクシー相乗りで陸路マラウィ市へ向かうことになる。バンサモロ自治地域の中心コタバトからは空路30分でラナオ・デル・ノルテ州のバロイ (Baloi) へ飛び、そこからジプニーで30分でマラウィ市に向かうか、直接各都市経由のジプニーでマラウィへ向かう。